# Polska Cyfrowa Równych Szans
Polska Cyfrowa Równych Szans – projekt na rzecz alfabetyzacji cyfrowej osób z pokolenia 50+ realizowany przez Ministerstwo Administracji i Cyfryzacji oraz Stowarzyszenie „Miasta w Internecie”. Pomysłodawcą projektu jest Krzysztof Głomb, prezes Stowarzyszenia „Miasta w Internecie”.

## Latarnicy Polski Cyfrowej
Latarnicy to osoby, które przeszły szkolenie, a następnie działają w lokalnym środowisku, pomagając osobom z grupy wiekowej 50+ w przełamaniu bariery korzystania z narzędzi cyfrowych. Do maja 2014 szkolenie przeszło 2732 osoby, które otrzymały certyfikat „Latarnika Polski Cyfrowej”. Według informacji Stowarzyszenia „Miasta w Internecie” w zajęciach z Latarnikami wzięło udział już ok. 180 tys. osób.
Idea Latarników jest promowana w mediach przez „Ambasadorów Latarników Polski Cyfrowej”. Ambasadorami są między innymi Danuta Hübner, Jerzy Koźmiński, Michał Kleiber, Włodzimierz Cimoszewicz i inni.